# FK Tønsberg
Maillots
Dernière mise à jour : 7 février 2012.
Le FK Tønsberg est un club norvégien de football basé à Tønsberg.

## Historique
- 2001 : fondation du club par fusion de l'Eik Tønsberg (fondé en 1928), du Tønsberg TF (fondé en 1864) et du Tønsbergkameratenes FG (fondé en 1917)

## Identité visuelle

Ancien logo.
Logo actuel.